# Carl Christoph von Bassewitz
Carl Christoph Graf von Bassewitz (* 26. August 1784 in Schwerin; † 17. November 1837 in Rostock) war Mecklenburg-Schwerinscher Geheimer Kammerrat.:987

## Leben
Er entstammte der alten mecklenburgischen Familie von Bassewitz und war eines von sechs Kindern des mecklenburgisch-schwerinschen Geheimerratspräsidenten Bernhard Friedrich von Bassewitz und der Charlotte Marie von Koppelow. Erzogen durch den späteren Praepositus in Tessin Gottlieb Jakob Dethloff und den Prediger Daniel Christian Merian aus Perlin studierte er gemeinsam mit seinem Bruder Adolph Christian Ulrich in Göttingen sowie in Jena Rechtswissenschaft und Cameralwissenschaft.:987
Im Anschluss fand er zunächst eine Anstellung als Auditor beim Kammer- und Forstkollegium in Schwerin, wurde dann 1808 zum Kammerrat und 1813 zum Geheimen Kammerrat befördert. Dieses Amt gab er 1818 auf, um sich auf seine Güter zurückzuziehen.:987 Er hatte von seinem Vater die Güter Prebberede, Jahmen und Grieve geerbt, die er an seinen Bruder Adolph Christian Ulrich verkaufte. Hierfür erwarb er Reez (auch Reetz), dessen Gutshaus er „fast vollständig neu“ aufbaute, und Vietow.
Zudem besaß er Groß und Kleinviecheln (heute nur Viecheln), Lüdershagen und war Senioratsherr (Fideikommiss) auf Wohrenstorf, Horst und Weitendorf. Verheiratet war er mit Marianne von Lützow. Die Ehe wurde geschieden. Das einzige Kind aus der Ehe starb im Jugendalter.:988